# Emil Jellinek
Emil Jellinek-Mercedes (ur. 6 kwietnia 1853 w Lipsku, zm. 21 stycznia 1918 w Genewie) – austriacki przedsiębiorca i dyplomata, przyczynił się do powstania pierwszego samochodu marki Mercedes wyprodukowanego przez firmę Daimler w 1900 roku.

## Życiorys
Emil Jellinek urodził się 6 kwietnia 1853 roku w Lipsku. Był synem rabina Adolfa Jellinka (1821–1893) i jego żony Rosalie Bettelheim. Pierwsze gimnazjum opuścił wskutek sprawy dyscyplinarnej. W 1870 roku uciekł z praskiej szkoły handlowej i wstąpił do służby na kolei, z której został zwolniony po dwóch latach. Ojciec wystarał się mu wówczas o posadę agenta handlowego w konsulacie austro-węgierskim w Maroku, gdzie Jellinek zajął się handlem tytoniem. W 1874 roku poślubił Rachel Goggmann Cenrobert, z którą miał trójkę dzieci: Adolpha, Fernanda Raoula (1888–1939) i Mercédès (1889–1929). 
W latach 1880–1884 pracował dla francuskiego towarzystwa ubezpieczeniowego w Algierze, a później objął przedstawicielstwo firmy w Wiedniu. W stolicy Austrii dorobił się pokaźnego majątku, spekulując na giełdzie. 

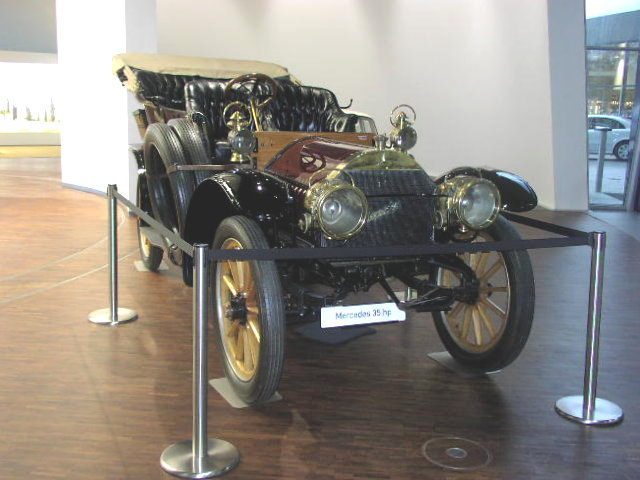
Mercedes 35 PS, Mercedes-Benz Welt

Od 1895 roku utrzymywał kontakty biznesowe z firmą Daimler, dwa lata później zakupił swój pierwszy samochód Daimlera, a w roku 1900 został członkiem jej rady nadzorczej.  
Jellinek był przedstawicielem Daimlera na Lazurowym Wybrzeżu. Zagwarantował firmie sprzedaż 36 samochodów pod warunkiem, że Daimler wyprodukuje nowe auto według jego specyfikacji, zdolne do wygrania wyścigu w Nicei z konkurencyjnymi autami francuskimi. Ponadto, aby nie zrazić francuskich klientów niemiecką nazwą, nowy wóz miał nazywać się Mercedes od imienia córki Jellinka, Mercédès, która słynęła z urody wśród zamożnych Francuzów na Riwierze. Firma przystała na warunki i Wilhelm Maybach (1846–1929), z którym Jellinek był w kontakcie od 1897 roku, skonstruował samochód z lekkim, czterosuwowym silnikiem o mocy 35 koni mechanicznych, innowacyjnym systemem chłodzenia i skrzynią biegów (które stosowane są do dziś). Jellinek wygrał wyścig, a samochód szybko zyskał popularność. 
Jellinek uzyskał wyłączność na sprzedaż tego modelu we Francji, Belgii, Stanach Zjednoczonych i Austro-Węgrzech. Angażował się przy rozmaitych wyścigach jako sponsor i doradca, jednak w 1909 roku wystąpił z Daimlera wskutek różnic na tle metod produkcji. W 1903 roku Jellinek zmienił nazwisko na Jellinek-Mercedes.  
W 1908 roku został mianowany austro-węgierskim konsulem honorowym, zaś w 1909 roku generalnym konsulem honorowym. W 1908 roku zakupił hotele na riwierze francuskiej. Po wybuchu I wojny światowej przeniósł się do Genewy. Oskarżony o szpiegostwo na rzecz państw centralnych, utracił majątek we Francji.    
Zmarł w Genewie 21 stycznia 1918 roku.